# Paradroid
Paradroid è un videogioco sparatutto e rompicapo fantascientifico realizzato per il computer Commodore 64 da Graftgold nel 1985 e pubblicato da Hewson. Un remake, chiamato Paradroid 90, è stato realizzato nel 1990 per i computer a 16 bit.

## Modalità di gioco
Il gioco è ambientato in una nave spaziale vista con una prospettiva dall'alto. La nave consiste in numerose stanze e livelli, ognuno popolato da droidi ostili. Il giocatore, che controlla un droide speciale chiamato "influence device", ossia "dispositivo di controllo", deve distruggere tutti gli altri droidi all'interno della nave. Ogni droide, compreso quello controllato dal giocatore, è rappresentato da una sfera che gira intorno a un numero di tre cifre. Il numero corrisponde allo status del droide, più questo è alto più il droide sarà difficile da distruggere. Il numero del droide controllato dal giocatore è inizialmente 001, il più basso. Oltre che distruggere i droidi nemici con il laser in dotazione, 001 deve evolversi assorbendo i poteri e lo status degli avversari. Questo avviene collegandosi con gli altri droidi e sconfiggendoli in un duello, una sorta di minigioco dove 001 deve appropriarsi di un maggiore numero di porte logiche e rubare l'identità dell'avversario. Dopo un duello, quale che ne sia l'esito, il droide eventualmente occupato da 001 viene distrutto. Se 001 prevale su un altro droide,  si appropria del numero e dei poteri del nemico appena sconfitto. Nel caso sia il droide del giocatore a perdere sarà esso a essere distrutto, oppure regredirà al livello base nel caso avesse già assimilato altri nemici.

## Storia

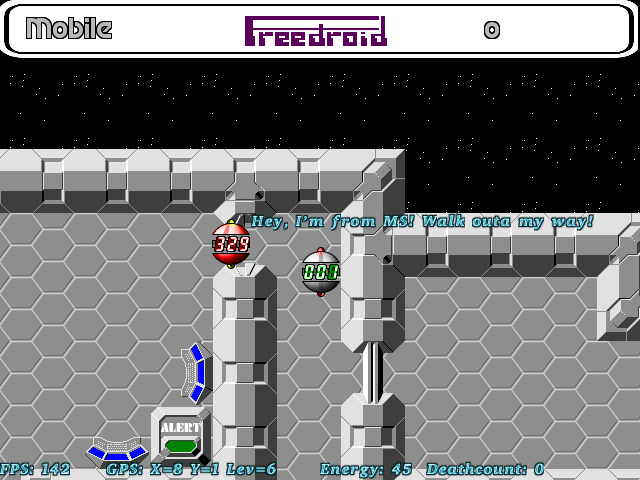
Freedroid Classic, un clone gratuito di Paradroid

Paradroid, ideato e programmato da Andrew Braybrook, autore di altre pietre miliari come Uridium e Gribbly's Day Out, è considerato uno dei più grandi capolavori realizzati per il Commodore 64, nonostante la sua apparente semplicità. Il libro The Commodore 64 book: 30th Anniversary Special lo mette al primo posto tra i migliori 25 giochi per Commodore 64.
Una versione con grafica aggiornata, Heavy Metal Paradroid, uscì successivamente sempre per Commodore 64. Una sua riedizione a basso costo nel 1989 otteneva ancora un giudizio del 97% da Zzap!.
Il gioco ebbe un celebre seguito su Commodore Amiga, Atari ST e Acorn Archimedes, intitolato Paradroid 90 (o Paradroid 2000 su Archimedes). Graftgold pubblicò altri due giochi concettualmente simili, ma con scenario tridimensionale: Quazatron per ZX Spectrum e Magnetron per Commodore 64 e Spectrum. Paradroid venne anche incluso nella console C64 Direct-to-TV. Oggi sono disponibili cloni gratuiti per i più diffusi sistemi operativi.